# Rajd Karkonoski 2015
30. Rajd Karkonoski – 30. edycja Rajdu Karkonoskiego. Był to rajd samochodowy, który był rozgrywany od 15 do 17 maja 2015 roku. Bazą rajdu była Jelenia Góra. Była to druga runda Rajdowych Samochodowych Mistrzostw Polski w roku 2015. Organizatorem rajdu był Automobilklub Karkonoski.

## Zwycięzcy odcinków specjalnych
| Dzień   | Numer odcinka | Nazwa odcinka                 | Długość  | Zwycięzca odcinka                  | Nr Sam. | Samochód          | Czas     | Lider rajdu                  |
| ------- | ------------- | ----------------------------- | -------- | ---------------------------------- | ------- | ----------------- | -------- | ---------------------------- |
| 15 maja | OS1           | Karpacz 1                     | 19.57 km | Grzegorz Grzyb Robert Hundla       | 1       | Ford Fiesta R5    | 11:06.7  | Grzegorz Grzyb Robert Hundla |
| 15 maja | OS2           | Karpacz 2                     | 19.57 km | Łukasz Habaj Piotr Woś             | 4       | Ford Fiesta R5    | 10:58.1  | Łukasz Habaj Piotr Woś       |
| 17 maja | OS3           | Lubomierz 1                   | 12.38 km | Bryan Bouffier Thibault De La Haye | 8       | Ford Fiesta Proto | 7:06.3   | Grzegorz Grzyb Robert Hundla |
| 17 maja | OS4           | Gradówek 1                    | 14.57 km | Łukasz Habaj Piotr Woś             | 4       | Ford Fiesta R5    | 7:50.6   | Łukasz Habaj Piotr Woś       |
| 17 maja | OS5           | Gajówka 1                     | 13.34 km | Bryan Bouffier Thibault De La Haye | 8       | Ford Fiesta Proto | 7:42.5   | Łukasz Habaj Piotr Woś       |
| 17 maja | OS6           | Lubomierz 2                   | 12.38 km | Łukasz Habaj Piotr Woś             | 4       | Ford Fiesta R5    | 6:58.0   | Łukasz Habaj Piotr Woś       |
| 17 maja | OS7           | Gradówek 2                    | 14.57 km | Bryan Bouffier Thibault De La Haye | 8       | Ford Fiesta Proto | 5:04.3   | Łukasz Habaj Piotr Woś       |
| 17 maja | OS8           | Gajówka 2                     | 13.34 km | Grzegorz Grzyb Robert Hundla       | 1       | Ford Fiesta R5    | 7:41.6   | Łukasz Habaj Piotr Woś       |
| 17 maja | OS9           | Galeria Sudecka (Power Stage) | 6.32 km  | Łukasz Habaj Piotr Woś             | 4       | Ford Fiesta R5    | 04:20.80 | Łukasz Habaj Piotr Woś       |

### Power Stage - OS9
| Miejsce | Kierowca          | Pilot           | Czas     | Strata | Punkty |
| ------- | ----------------- | --------------- | -------- | ------ | ------ |
| 1       | Łukasz Habaj      | Piotr Woś       | 04:20.80 | -      | 3      |
| 2       | Tomasz Kuchar     | Daniel Dymurski | 04:21.20 | +00.40 | 2      |
| 3       | Maciej Oleksowicz | Michał Kuśnierz | 04:21.40 | +00.60 | 1      |

## Wyniki końcowe rajdu
| Miejsce                | Kierowca          | Pilot               | Samochód                 | Czas      | Strata  | Grupa Klasa | Punkty |
| ---------------------- | ----------------- | ------------------- | ------------------------ | --------- | ------- | ----------- | ------ |
| Klasyfikacja generalna |                   |                     |                          |           |         |             |        |
| 1                      | Łukasz Habaj      | Piotr Woś           | Ford Fiesta R5           | 1:09:00,8 | -       | 2           | 25 + 3 |
| 2                      | Bryan Bouffier    | Thibault De La Haye | Ford Fiesta Proto        | 1:09:26,9 | +26,1   | Open N      | 18     |
| 3                      | Grzegorz Grzyb    | Robert Hundla       | Ford Fiesta R5           | 1:09:27,9 | +27,1   | 2           | 15     |
| 4                      | Maciej Oleksowicz | Michał Kuśnierz     | Ford Fiesta R5           | 1:09:38,9 | +38,1   | 2           | 12 + 1 |
| 5                      | Tomasz Kuchar     | Daniel Dymurski     | Ford Fiesta R5           | 1:09:41,4 | +40,6   | 2           | 10 + 2 |
| 6                      | Maciej Rzeźnik    | Przemysław Mazur    | Ford Fiesta R5           | 1:10:37,1 | +1:36,3 | 2           | 8      |
| 7                      | Tomasz Kasperczyk | Damian Syty         | Ford Fiesta R5           | 1:10:41,6 | +1:40,8 | 2           | 6      |
| 8                      | Jan Chmielewski   | Jacek Nowaczewski   | Citroën DS3              | 1:13:27,2 | +4:26,4 | 3           | 4      |
| 9                      | Marcin Gagacki    | Marcin Bilski       | Mitsubishi Lancer EVO IX | 1:13:45,0 | +4:44,2 | Open N      | 2      |
| 10                     | Jakub Brzeziński  | Bartłomiej Boba     | Peugeot 208              | 1:14:01,5 | +5:00,7 | 4           | 1      |